# 克拉梅爾猜想
數學上的克拉梅爾猜想（Cramér's conjecture）是瑞典數學家哈拉尔德·克拉梅尔在1937年提出的關於質數間隙的猜想。該猜想是說：
{\displaystyle \limsup _{n\to \infty }{\frac {p_{n+1}-p_{n}}{(\ln p_{n})^{2}}}=1}，
這裡{\displaystyle p_{n}}代表第{\displaystyle n}個素数。該猜想到現在仍未證出或被否證。

## 關於質數間隙的條件結果
克拉梅爾也提出另一個較弱的關於素数間隙的猜想，指出在黎曼猜想成立的狀況下，有
{\displaystyle p_{n+1}-p_{n}=O({\sqrt {p_{n}}}\,\ln p_{n})}。
目前這方面最好的無條件結果是
{\displaystyle p_{n+1}-p_{n}=O(p_{n}^{0.525})}
而這點由R·C·贝克（R. C. Baker）、格林·哈曼和平茨·亚诺什三人證出。
另一方面，E·韦斯钦蒂乌斯（E. Westzynthius）於1931年證明質數間隙成長速度快過對數，也就是說，
{\displaystyle \limsup _{n\to \infty }{\frac {p_{n+1}-p_{n}}{\log p_{n}}}=\infty .}
罗伯特·亚历山大·兰金改進了他的結果，並證明道
{\displaystyle \limsup _{n\to \infty }{\frac {p_{n+1}-p_{n}}{\log p_{n}}}\cdot {\frac {\left(\log \log \log p_{n}\right)^{2}}{\log \log p_{n}\log \log \log \log p_{n}}}>0}
艾狄胥·帕爾猜想表示上式的左側趨近於無限，而這點於2014年由凯文·福特、本·格林、谢尔盖·科尼亚金和陶哲軒四人組。以及詹姆斯·梅納德分別證出。這兩組人馬在該年稍晚將該結果以{\displaystyle \log \log \log p_{n}}因子進行改進。

## 探索性論證
克拉梅爾猜想是基於本質上探索性的機率模型之上的，在其中一個大小為x的數是質數的機率是{\displaystyle 1/\log {x}}。而該結果又稱作「克拉梅爾隨機模型」（Cramér random model）或「克拉梅爾質數模型」（Cramér model of the primes）。
根據克拉梅爾隨機模型，以下事件的機率為一：
{\displaystyle \limsup _{n\rightarrow \infty }{\frac {p_{n+1}-p_{n}}{\log ^{2}p_{n}}}=1}
然而，安德鲁·格兰维尔指出，根據邁爾定理，克拉梅爾隨機模型不能適切地描述質數在短區間上的分布，而在考慮可除性後，修正版克拉梅爾模型指向{\displaystyle c\geq 2e^{-\gamma }\approx 1.1229\ldots }（A125313），其中{\displaystyle \gamma }是歐拉-馬斯刻若尼常數。平茨·亚诺什則認為該比值的上極限可能發散至無限；
類似地，伦纳德·阿德曼和凯文·麦柯利（Kevin McCurley）寫道：
「由於H. Maier關於相鄰質數間隙的工作之故，學界對克拉梅爾猜想的確實公式起了疑問…（中略）因此很有可能對於任意的常數{\displaystyle c>2}而言，總存在一個常數，使得{\displaystyle x}和{\displaystyle x+d(\log x)^{c}}有一個質數。」
類似地，罗宾·维瑟（Robin Visser）寫道：
「事實上，由於格兰维尔的工作之故，現在學界普遍相信克拉梅爾猜想是錯的。實際上也確實有邁爾定理等關於短區間的定理，和克拉梅爾模型難以兼容。」

## 相關猜想和探索
丹尼尔·尚克斯猜想表示對質數間隙而言，下列比克拉梅爾猜想來得強的非病態公式成立：
{\displaystyle G(x)\sim \log ^{2}x}

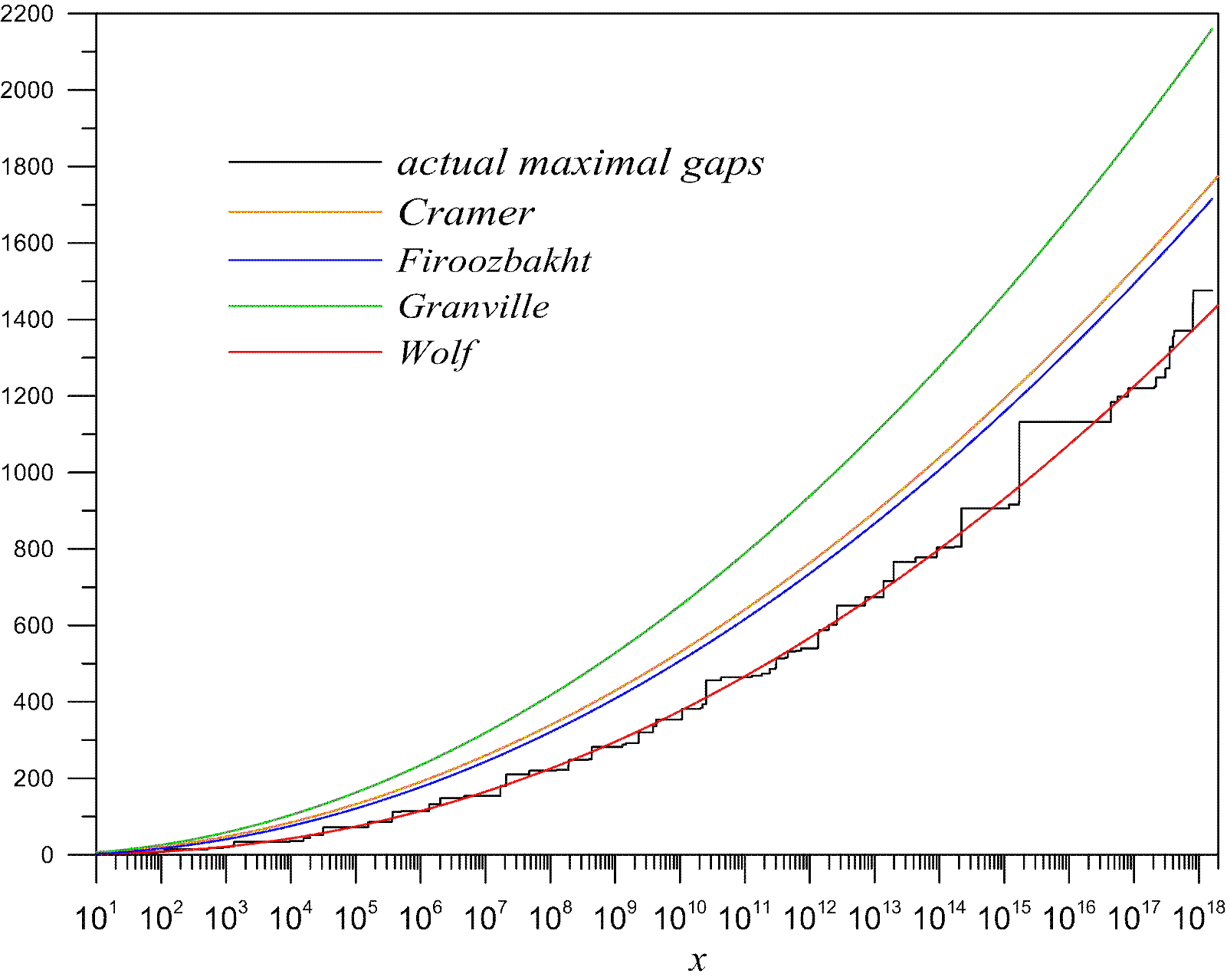
質數間隙函數

J·H·卡德韦尔（J.H. Cadwell）則提出下列何質數間隙有關的公式：
{\displaystyle G(x)\sim \log ^{2}x-\log x\log \log x}
該公式和尚克斯猜想在形式上一致，但同時提出了低次項。
马雷克·沃尔夫（Marek Wolf）則猜想在以素數計數函數{\displaystyle \pi (x)}表示的狀況下，最大質數間隙{\displaystyle G(x)}如下：
{\displaystyle G(x)\sim {\frac {x}{\pi (x)}}(2\log \pi (x)-\log x+c),}
其中{\displaystyle c=\log(C_{2})=0.2778769...}和{\displaystyle C_{2}=1.3203236...}是孿生質數常數的兩倍，可見A005597和A114907的相關內容。再一次地，該公式和尚克斯猜想在形式上一致，但同時提出了如下的低次項：
{\displaystyle G(x)\sim \log ^{2}x-2\log x\log \log x-(1-c)\log x.}
托马斯·雷·奈斯利（發現奔騰浮點除錯誤的數學家）曾對許多大質數間隙進行計算，他藉由下列公式來計算質數間隙與克拉梅爾猜想相契合的程度：
{\displaystyle R={\frac {\log p_{n}}{\sqrt {p_{n+1}-p_{n}}}}}
他寫道「即使對於已知最大的質數間隙，{\displaystyle R}的值都維持在1.13左右」。

## 外部連結
- 埃里克·韦斯坦因. . MathWorld.
- 埃里克·韦斯坦因. . MathWorld.